# Sport Club Kriens 2020-2021
Questa voce raccoglie le informazioni riguardanti il Sport Club Kriens nelle competizioni ufficiali della stagione 2020-2021.

## Stagione
Nella stagione 2020-2021 il Kriens, allenato da Bruno Berner, concluse il campionato di Challenge League all'8º posto. In Coppa Svizzera il Kriens fu eliminato ai quarti di finale dal Servette.

## Rosa
| N. |                     | Ruolo | Calciatore        |
| -- | ------------------- | ----- | ----------------- |
| 1  | Svizzera (bandiera) | P     | Pascal Brügger    |
| 2  | Svizzera (bandiera) | D     | Elia Alessandrini |
| 3  | Kosovo (bandiera)   | D     | Mirlind Kryeziu   |
| 4  | Svizzera (bandiera) | D     | Baba Souare       |
| 5  | Svizzera (bandiera) | C     | David Mistrafović |
| 6  | Svizzera (bandiera) | C     | Anthony Bürgisser |
| 7  | Svizzera (bandiera) | C     | Liridon Mulaj     |
| 8  | Svizzera (bandiera) | D     | Liridon Berisha   |
| 10 | Svizzera (bandiera) | A     | Igor Tadić        |
| 11 | Svizzera (bandiera) | C     | Daniel Follonier  |
| 13 | Albania (bandiera)  | C     | Burim Kukeli      |
| 14 | Croazia (bandiera)  | D     | Marijan Urtic     |
| 15 | Ghana (bandiera)    | C     | Ransford Selasi   |

| N. |                     | Ruolo | Calciatore         |
| -- | ------------------- | ----- | ------------------ |
| 16 | Svizzera (bandiera) | C     | Bahadir Yesilcayir |
| 18 | Svizzera (bandiera) | P     | Rafael Zbinden     |
| 19 | Svizzera (bandiera) | C     | Dario Ulrich       |
| 20 | Svizzera (bandiera) | A     | Hélios Sessolo     |
| 21 | Svizzera (bandiera) | C     | Izer Aliu          |
| 22 | Svizzera (bandiera) | P     | Fabio Zizzi        |
| 23 | Svizzera (bandiera) | C     | Diogo Costa        |
| 24 | Albania (bandiera)  | A     | Progon Maloku      |
| 25 | Svizzera (bandiera) | D     | Robin Busset       |
| 27 | Francia (bandiera)  | C     | Oan Djorkaeff      |
| 28 | Kosovo (bandiera)   | A     | Mark Marleku       |
| 31 | Brasile (bandiera)  | A     | Patrick Luan       |
| 44 | Svizzera (bandiera) | D     | Albin Sadrijaj     |

## Organigramma societario
Area tecnica
- Allenatore: Bruno Berner
- Allenatore in seconda: Aurélien Mioch
- Preparatore dei portieri:
- Preparatori atletici:

## Calciomercato

### Sessione estiva
| Acquisti | Acquisti          | Acquisti        | Acquisti |
| R.       | Nome              | da              | Modalità |
| -------- | ----------------- | --------------- | -------- |
| C        | Daniel Follonier  | Lucerna         |          |
| C        | Oan Djorkaeff     | St. Mirren      |          |
| A        | Progon Maloku     | Heerenveen U21  |          |
| C        | David Mistrafović | Lucerna         |          |
| C        | Izer Aliu         | Zurigo          |          |
| C        | Liridon Mulaj     | Neuchâtel Xamax |          |
| A        | Amel Rustemoski   | Grasshoppers    |          |
| D        | Baba Souare       | Grasshoppers    |          |
| A        | Ibrahima Dieng    | Haro Deportivo  |          |

| Cessioni | Cessioni         | Cessioni        | Cessioni |
| R.       | Nome             | a               | Modalità |
| -------- | ---------------- | --------------- | -------- |
| C        | Omer Dzonlagic   | Thun            |          |
| P        | Sebastian Osigwe | Lugano          |          |
| C        | Pedro Teixeira   | Neuchâtel Xamax |          |
| A        | Rrezart Hoxha    | Cham            |          |
| C        | Daniel Follonier | Lucerna         |          |
| C        | Marco Wiget      | Brunnen         |          |
| D        | Jan Elvedi       | Jahn Ratisbona  |          |
| A        | Nico Siegrist    | Cham            |          |

### Sessione invernale
| Acquisti | Acquisti        | Acquisti        | Acquisti |
| R.       | Nome            | da              | Modalità |
| -------- | --------------- | --------------- | -------- |
| D        | Mirlind Kryeziu | Zurigo          |          |
| A        | Patrick Luan    | Sion            |          |
| A        | Hélios Sessolo  | Ethnikos Achnas |          |
| A        | Mark Marleku    | Lucerna         |          |
| C        | Ransford Selasi | Lugano          |          |

| Cessioni | Cessioni        | Cessioni   | Cessioni |
| R.       | Nome            | a          | Modalità |
| -------- | --------------- | ---------- | -------- |
| A        | Ibrahima Dieng  | Khaitan SC |          |
| A        | Asumah Abubakar | Lugano     |          |

## Risultati

### Challenge League

#### Prima fase, girone di andata
| Arbitro: | Dudic |

|                                    |           |                    |
| Abubakar 31’, 70’ (rig.) Mulaj 36’ | Marcatori | 57’ (rig.) Nuzzolo |

| Arbitro: | Jancevski |

|                        |           |               |
| Ndongo 73’ Amdouni 89’ | Marcatori | 69’ Dzonlagic |

| Arbitro: | Kanagasingam |

|  |           |                       |
|  | Marcatori | 15’ Callà 27’ Doumbia |

| Arbitro: | Wolfensberger |

|  |           |              |
|  | Marcatori | 82’ Abubakar |

| Arbitro: | von Mandach |

|                                                 |           |                   |
| Yesilcayir 21’, 72’ Mulaj 49’ Abubakar 56’, 75’ | Marcatori | 42’ Pina 59’ Toti |

| Arbitro: | Schärli |

|                |           |                           |
| Yesilcayir 58’ | Marcatori | 10’ Da Silva 87’ Chihadeh |

| Arbitro: | Kanagasingam |

|                                            |           |               |
| Mozzone 27’ Mujčić 80’ (rig.) Del Toro 84’ | Marcatori | 59’ Follonier |

| Arbitro: | Gianforte |

|                       |           |                           |
| Gashi 31’, 48’ (rig.) | Marcatori | 8’ Berisha 60’ Yesilcayir |

| Kriens 7 novembre 2020, ore 17:30 CET 9ª giornata | Kriens    | 0 – 0 referto | Chiasso | Stadion Kleinfeld (0 spett.)\| Arbitro: \| Jancevski \| |
| Arbitro:                                          | Jancevski |               |         |                                                         |

#### Prima fase, girone di ritorno
| Arbitro: | Huwiler |

|          |           |            |
| Baak 17’ | Marcatori | 30’ Ulrich |

| Arbitro: | Jancevski |

|  |           |                           |
|  | Marcatori | 36’ Lahiouel 41’ Gazzetta |

| Arbitro: | Kanagasingam |

|                       |           |  |
| Pusic 35’ Morandi 79’ | Marcatori |  |

| Arbitro: | Turkeš |

|             |           |             |
| Berisha 37’ | Marcatori | 90’ Pollero |

| Arbitro: | von Mandach |

|                   |           |                                             |
| Enzler 63’ (aut.) | Marcatori | 39’ (rig.) Jäckle 59’ Stojilković 84’ Mišić |

| Arbitro: | Huwiler |

|                                      |           |                   |
| Hajrizi 39’ Morganella 80’ Hadzi 90’ | Marcatori | 27’, 60’ Abubakar |

| Arbitro: | Kanagasingam |

|  |           |           |
|  | Marcatori | 50’ Mulaj |

| Arbitro: | Staubli |

|                |           |                               |
| Yesilcayir 64’ | Marcatori | 78’ Haile-Selassie 85’ Silvio |

| Arbitro: | Huwiler |

|                              |           |  |
| Kukeli 26’ (aut.) Karlen 59’ | Marcatori |  |

#### Seconda fase, girone di andata
| Kriens 5 febbraio 2021, ore 19:00 CET 19ª giornata | Kriens  | 0 – 0 referto | Aarau | Stadion Kleinfeld (0 spett.)\| Arbitro: \| Schärli \| |
| Arbitro:                                           | Schärli |               |       |                                                       |

| Winterthur 23 febbraio 2021, ore 18:15 CET 20ª giornata | Winterthur | 0 – 0 referto | Kriens | Stadion Schützenwiese (0 spett.)\| Arbitro: \| Huwiler \| |
| Arbitro:                                                | Huwiler    |               |        |                                                           |

| Arbitro: | von Mandach |

|                                    |           |  |
| Luan 58’ (rig.) Marleku 83’ (rig.) | Marcatori |  |

| Arbitro: | Dudic |

|             |           |             |
| Marleku 82’ | Marcatori | 59’ Mafouta |

| Arbitro: | Schärli |

|                          |           |  |
| Krasniqi 40’ Pollero 45’ | Marcatori |  |

| Arbitro: | Thies |

|                 |           |  |
| Kyeremateng 76’ | Marcatori |  |

| Arbitro: | von Mandach |

|          |           |                                 |
| Luan 75’ | Marcatori | 7’ Demhasaj 53’ (rig.) Bonatini |

| Arbitro: | Hänni |

|  |           |                     |
|  | Marcatori | 8’ Aliu 90’ Marleku |

| Arbitro: | Gianforte |

|                 |           |              |
| Mistrafović 90’ | Marcatori | 12’ Lahiouel |

#### Seconda fase, girone di ritorno
| Chiasso 9 aprile 2021, ore 19:00 CEST 28ª giornata | Chiasso     | 0 – 0 referto | Kriens | Stadio comunale Riva IV (0 spett.)\| Arbitro: \| Horisberger \| |
| Arbitro:                                           | Horisberger |               |        |                                                                 |

| Arbitro: | Wolfensberger |

|  |           |             |
|  | Marcatori | 61’ Maouche |

| Arbitro: | Hänni |

|  |           |                                       |
|  | Marcatori | 4’ Marleku 45’ (aut.) Gomes 64’ Mulaj |

| Arbitro: | Huwiler |

|                       |           |                                |
| Ulrich 4’ Marleku 11’ | Marcatori | 43’ (rig.) Fazliu 80’ Krasniqi |

| Arbitro: | Kanagasingam |

|              |           |                      |
| Abdullah 60’ | Marcatori | 14’ Sessolo 88’ Luan |

| Arbitro: | Schärli |

|             |           |              |
| Berisha 10’ | Marcatori | 55’ Chihadeh |

| Arbitro: | Horisberger |

|                                       |           |  |
| Stojilković 47’, 58’, 66’ Aratore 87’ | Marcatori |  |

| Arbitro: | Tschudi |

|                                          |           |  |
| Urtic 65’ Mistrafović 69’ Yesilcayir 90’ | Marcatori |  |

| Arbitro: | Hänni |

|                           |           |          |
| Demhasaj 13’ Bonatini 41’ | Marcatori | 68’ Luan |

### Coppa Svizzera
| Arbitro: | Piccolo |

|             |           |                                                |
| Mafouta 65’ | Marcatori | 13’ Yesilcayir 45’ Mulaj 77’ Berisha 79’ Tadić |

| 10 febbraio 2021, ore CET Ottavi di finale | Soletta | 0 – 3 | Kriens |  |

| Arbitro: | Hänni |

|                             |           |                                 |
| Mistrafović 23’ Sessolo 78’ | Marcatori | 67’ Cognat 84’ Kyei 107’ Ondoua |

## Statistiche

### Statistiche di squadra
| Competizione     | Punti | In casa | In casa | In casa | In casa | In casa | In casa | In trasferta | In trasferta | In trasferta | In trasferta | In trasferta | In trasferta | Totale | Totale | Totale | Totale | Totale | Totale | DR |
| Competizione     | Punti | G       | V       | N       | P       | Gf      | Gs      | G            | V            | N            | P            | Gf           | Gs           | G      | V      | N      | P      | Gf     | Gs     | DR |
| ---------------- | ----- | ------- | ------- | ------- | ------- | ------- | ------- | ------------ | ------------ | ------------ | ------------ | ------------ | ------------ | ------ | ------ | ------ | ------ | ------ | ------ | -- |
| Challenge League | 38    | 18      | 4       | 7       | 7       | 23      | 23      | 18           | 5            | 4            | 9            | 17           | 25           | 36     | 9      | 11     | 16     | 40     | 48     | -8 |
| Coppa Svizzera   | -     | 1       | 0       | 0       | 1       | 2       | 3       | 2            | 2            | 0            | 0            | 7            | 1            | 3      | 2      | 0      | 1      | 9      | 4      | +5 |
| Totale           | 38    | 19      | 4       | 7       | 8       | 25      | 26      | 20           | 7            | 4            | 9            | 24           | 26           | 39     | 11     | 11     | 17     | 49     | 52     | -3 |

### Andamento in campionato
| Giornata  | 1 | 2 | 3 | 4 | 5 | 6 | 7 | 8 | 9 | 10 | 11 | 12 | 13 | 14 | 15 | 16 | 17 | 18 | 19 | 20 | 21 | 22 | 23 | 24 | 25 | 26 | 27 | 28 | 29 | 30 | 31 | 32 | 33 | 34 | 35 | 36 |
| --------- | - | - | - | - | - | - | - | - | - | -- | -- | -- | -- | -- | -- | -- | -- | -- | -- | -- | -- | -- | -- | -- | -- | -- | -- | -- | -- | -- | -- | -- | -- | -- | -- | -- |
| Luogo     | C | T | C | T | C | C | T | T | C | T  | C  | T  | C  | C  | T  | T  | C  | T  | C  | T  | C  | C  | T  | T  | C  | T  | C  | T  | C  | T  | C  | T  | C  | T  | C  | T  |
| Risultato | V | P | P | V | V | P | P | N | N | N  | P  | P  | N  | P  | P  | V  | P  | P  | N  | N  | V  | N  | P  | P  | P  | V  | N  | N  | P  | V  | N  | V  | N  | P  | V  | P  |
| Posizione | 2 | 6 | 6 | 6 | 3 | 5 | 8 | 8 | 8 | 7  | 8  | 8  | 7  | 7  | 7  | 7  | 8  | 8  | 8  | 8  | 8  | 8  | 8  | 8  | 9  | 9  | 9  | 9  | 9  | 8  | 8  | 8  | 8  | 8  | 8  | 8  |

Legenda:

Luogo: C = Casa; T = Trasferta. Risultato: V = Vittoria; N = Pareggio; P = Sconfitta.

### Statistiche dei giocatori
| Giocatore       | Challenge League | Challenge League | Challenge League | Challenge League | Coppa Svizzera | Coppa Svizzera | Coppa Svizzera | Coppa Svizzera | Totale   | Totale | Totale      | Totale     |
| Giocatore       | Presenze         | Reti             | Ammonizioni      | Espulsioni       | Presenze       | Reti           | Ammonizioni    | Espulsioni     | Presenze | Reti   | Ammonizioni | Espulsioni |
| --------------- | ---------------- | ---------------- | ---------------- | ---------------- | -------------- | -------------- | -------------- | -------------- | -------- | ------ | ----------- | ---------- |
| A. Abubakar     | 11               | 7                | 0                | 0                | 1              | 0              | 0              | 0              | 12       | 7      | 0           | 0          |
| E. Alessandrini | 31               | 0                | 6                | 1                | 1              | 0              | 0              | 0              | 32       | 0      | 6           | 1          |
| I. Aliu         | 17               | 1                | 4                | 0                | 0              | 0              | 0              | 0              | 17       | 1      | 4           | 0          |
| L. Berisha      | 34               | 3                | 3                | 0                | 2              | 1              | 0              | 0              | 36       | 4      | 3           | 0          |
| P. Brügger      | 28               | 0                | 0                | 0                | 2              | 0              | 0              | 0              | 30       | 0      | 0           | 0          |
| R. Busset       | 17               | 0                | 2                | 0                | 2              | 0              | 1              | 0              | 19       | 0      | 3           | 0          |
| A. Bürgisser    | 29               | 0                | 5                | 0                | 2              | 0              | 0              | 0              | 31       | 0      | 5           | 0          |
| D. Costa        | 31               | 0                | 5                | 0                | 2              | 0              | 1              | 0              | 33       | 0      | 6           | 0          |
| I. Dieng        | 5                | 0                | 0                | 0                | 0              | 0              | 0              | 0              | 5        | 0      | 0           | 0          |
| O. Djorkaeff    | 22               | 0                | 1                | 0                | 1              | 0              | 0              | 0              | 23       | 0      | 1           | 0          |
| O. Dzonlagic    | 2                | 1                | 0                | 0                | 1              | 0              | 0              | 0              | 3        | 1      | 0           | 0          |
| D. Follonier    | 17               | 1                | 1                | 0                | 1              | 0              | 0              | 0              | 18       | 1      | 1           | 0          |
| M. Kryeziu      | 9                | 0                | 4                | 0                | 1              | 0              | 0              | 0              | 10       | 0      | 4           | 0          |
| B. Kukeli       | 23               | 0                | 1                | 0                | 1              | 0              | 0              | 0              | 24       | 0      | 1           | 0          |
| P. Luan         | 12               | 4                | 1                | 1                | 0              | 0              | 0              | 0              | 12       | 4      | 1           | 1          |
| P. Maloku       | 10               | 0                | 1                | 0                | 1              | 0              | 0              | 0              | 11       | 0      | 1           | 0          |
| M. Marleku      | 18               | 5                | 0                | 0                | 1              | 0              | 1              | 0              | 19       | 5      | 1           | 0          |
| N. Mijatovic    | 1                | 0                | 0                | 0                | 0              | 0              | 0              | 0              | 1        | 0      | 0           | 0          |
| D. Mistrafović  | 34               | 2                | 5                | 0                | 1              | 1              | 1              | 0              | 35       | 3      | 6           | 0          |
| L. Mulaj        | 34               | 4                | 3                | 0                | 2              | 1              | 1              | 0              | 36       | 5      | 4           | 0          |
| A. Rustemoski   | 9                | 0                | 0                | 0                | 1              | 0              | 0              | 0              | 10       | 0      | 0           | 0          |
| A. Sadrijaj     | 15               | 0                | 2                | 0                | 1              | 0              | 0              | 0              | 16       | 0      | 2           | 0          |
| R. Selasi       | 19               | 0                | 6                | 0                | 1              | 0              | 0              | 0              | 20       | 0      | 6           | 0          |
| H. Sessolo      | 15               | 1                | 1                | 0                | 1              | 1              | 0              | 0              | 16       | 2      | 1           | 0          |
| B. Souare       | 11               | 0                | 2                | 0                | 1              | 0              | 0              | 0              | 12       | 0      | 2           | 0          |
| I. Tadić        | 9                | 0                | 0                | 0                | 1              | 1              | 0              | 0              | 10       | 1      | 0           | 0          |
| D. Ulrich       | 31               | 2                | 7                | 1                | 1              | 0              | 1              | 0              | 32       | 2      | 8           | 1          |
| M. Urtic        | 33               | 1                | 6                | 0                | 2              | 0              | 1              | 0              | 35       | 1      | 7           | 0          |
| B. Yesilcayir   | 26               | 6                | 0                | 0                | 1              | 1              | 0              | 0              | 27       | 7      | 0           | 0          |
| R. Zbinden      | 8                | 0                | 0                | 0                | 0              | 0              | 0              | 0              | 8        | 0      | 0           | 0          |
| F. Zizzi        | 0                | 0                | 0                | 0                | 0              | 0              | 0              | 0              | 0        | 0      | 0           | 0          |